# Хенау (Хунсрюк)
Хенау (нем. Henau) — община в Германии, в земле Рейнланд-Пфальц.
Входит в состав района Рейн-Хунсрюк. Подчиняется управлению Кирхберг. Население составляет 152 человека (на 31 декабря 2010 года). Занимает площадь 6,70 км².